# Strata SE1

Strata SE1, også kaldet "Razor" eller "Electric Razor", (barbermaskine) er en 148 m høj bygning på 43 etager, der ligger i Elephant and Castle i London Borough of Southwark, London. Den er designet af BFLS (tidligere Hamiltons) og det er en af de højeste beboelsesbygninger i London med mere end 1.000 beboere i 408 lejligheder.
Strata SE1 var en af de første bygninger i verden, der inkorporerede vindmøller som en del af strukturen. Rambøll, der også var involveret i Bahrain World Trade Center, som ligeledes har vindmøller, var involveret projektet.